# 九九峰

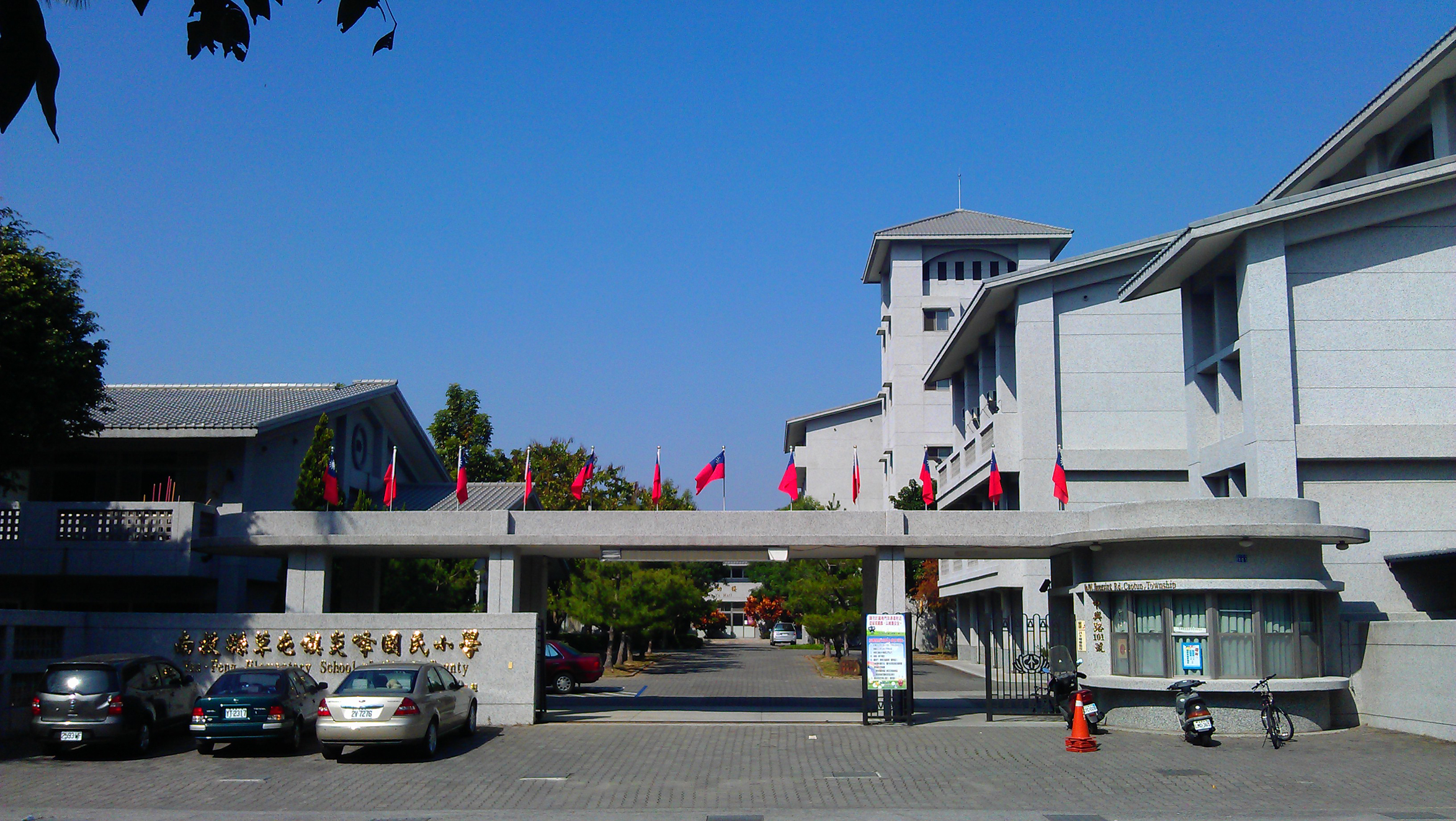
校名「炎峰」取自九九峰，用以比喻「炎峰毓秀」，象徵草屯第一名景。

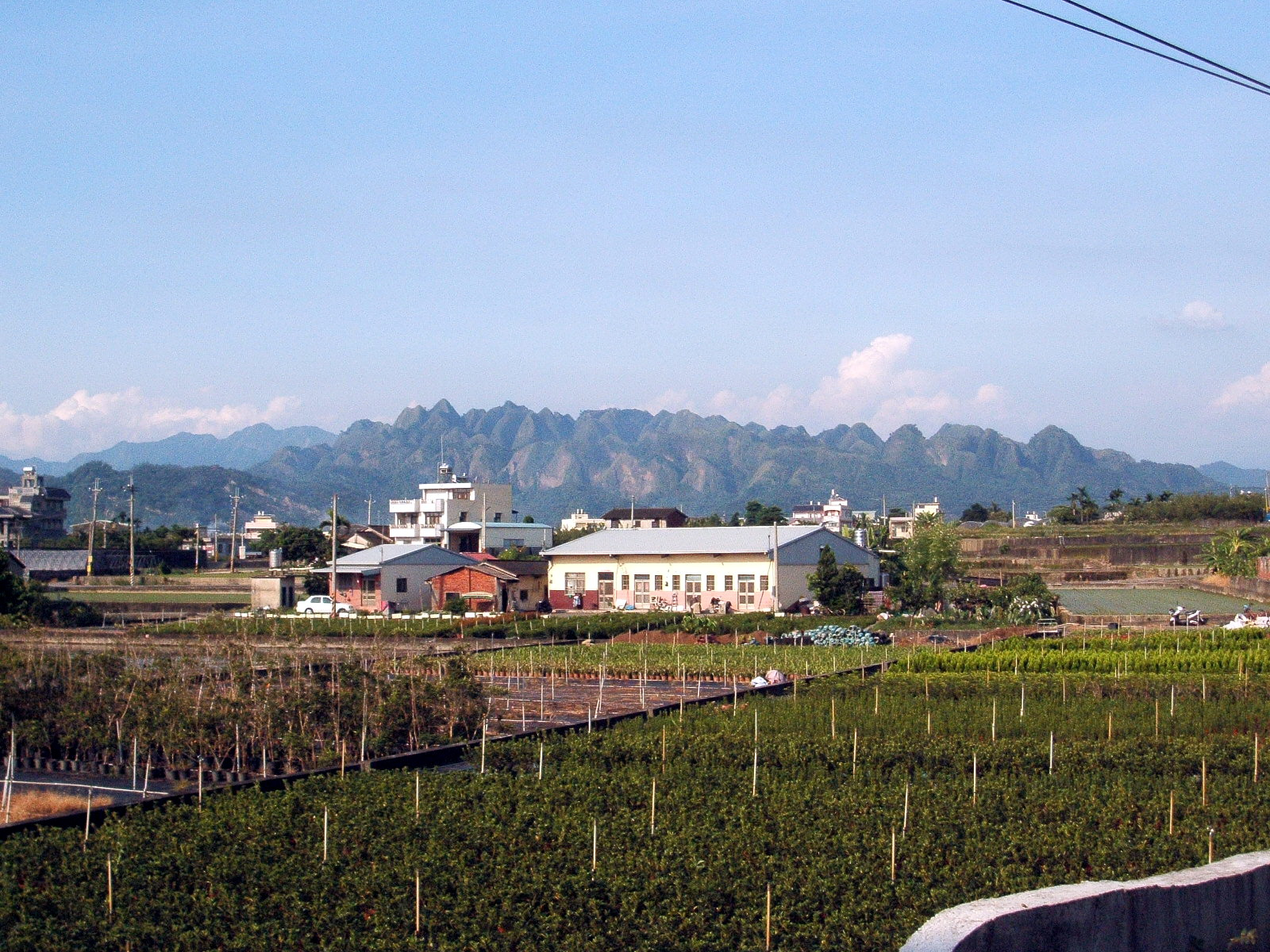
中潭公路附近拍攝的九九峰

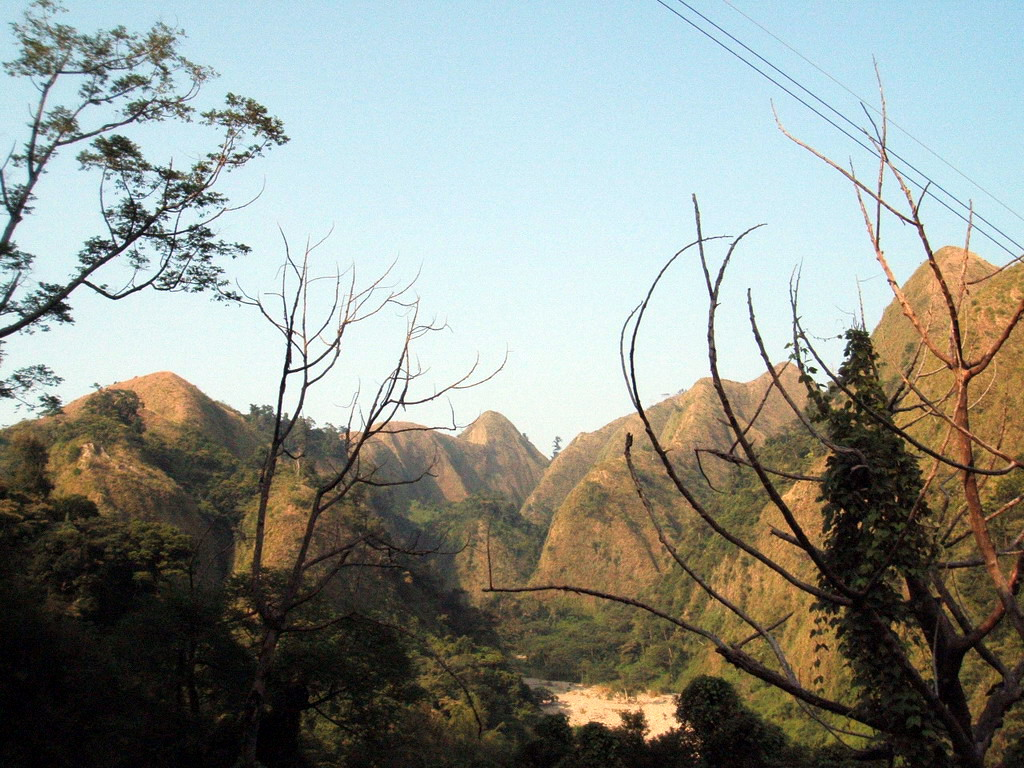
921大地震形成玉筍瑤篸、黃山群起的九九峰

九九峰，亦稱九十九尖峰，是臺灣中部地區擁有火炎山特殊地理景觀的地區，諸峰獨立，鮮有稜脈相連，九九峰全境最高峰為海拔779.4公尺（921地震前高度777.5公尺），與三義火炎山、六龜十八羅漢山並稱為「台灣三大火炎山地形」。九九峰地質含有赭土，赭土本身具有鐵、鋁等氧化物成份，在晨間、黃昏之時，遠觀九九峰，宛如火紅般的山色在燃燒，故得火炎山之美譽。
九九峰於921地震之後，植被隨之土石崩落，使山頭失去植被而裸露土壤。由國道6號沿烏溪向東橫越九九峰南側，規劃東草屯休息站可供旅客觀賞九九峰，已於2024年7月完工啟用。九九峰對於草屯是別具意義的指標，因此炎峰國小前校長簡金間對九九峰比喻：「尖峰宛如筆架，能鍾聚靈氣，培才毓秀。」取「炎峰毓秀」命名炎峰國小，是象徵草屯第一名景。

## 自然保留區
經歷921地震後，農委會依照文化資產保存法第49條細則第72條規定，以地震造成崩坍、斷崖等特殊地景為保育對象，因此由林務局於1999年10月提出九九峰嚴重崩坍區域劃為自然保留區，同年12月完成規劃報告書，將一千兩百公頃所屬嚴重崩坍地且人類不易到達之區劃設，供學術研究與戶外教學之用，翌年5月22日正式成立「九九峰自然保留區」。
九九峰自然保留區設立後，已明確地將九九峰範圍納定，位於南投縣草屯鎮、國姓鄉及臺中市霧峰區、太平區，面積達1198.4466公頃，屬於台灣文化資產保存法中的「自然地景」，由農委會林務局埔里事業處第8～13與15～20林班管轄。

## 成因
受到古烏溪的上游帶來的岩塊、土壤等沉積物質，經由搬運與堆積的作用，在現今九九峰位置形成沖積扇，加上長時間堆積、擠壓，將地層內的礫石彼此膠結，逐漸地形成卵礫石岩層，這便是火炎山層地質構造，但此時仍是處於埋沒在地表之下，經過造山運動後，這些卵礫石構成的岩層得以露出地表。九九峰除了地質構造是火炎山層，還挾帶著香山砂岩與頁岩，後來長時間經歷雨水沖刷，將脆弱的頁岩沖蝕流失，成了現在看到黃山群起，諸峰挺立的火炎山景觀，九九峰與鄰近頭嵙山同屬頭嵙山層地質。

## 地理環境
烏溪自九九峰東側、南側流經，境內由東向西有仙人指坑溪、田尾坑溪、油車坑溪、乾溪等四條河川貫穿。依中央氣象局雙冬測候站，自1995年－2002年記錄顯示雨季在5月～8月，此時才會顯現大河之勢，相對地在10月～翌年1月是為乾季，這期間大河變成細流，當地農民為了適應此處環境而發展出鑿井灌溉，故可見得許多交錯水管穿越烏溪上方。
九九峰河谷景觀相當陡峭、開闊，平均坡度皆有60～70度，最陡達到85度峭壁，因此區地質屬於卵礫石岩層，受到風化、雨襲是顯得地表狀況不穩定，許多河谷都呈現V字形侵蝕溝，如此山景美色，卻無法種植耕地，在地理學喻為「惡地」，與田寮月世界、利吉月世界屬不同地質構造。

## 地震影響
九九峰周邊有雙冬斷層、龜蒲斷層，但並未由這兩斷層所觸發地震，而是受到車籠埔斷層引發921地震而使表土裸露。在自然保留區境內崩坍面積總達729.36公頃，其中以第15林班崩坍區域最為廣泛，相對位居國姓鄉第20林班，受到地震影響並不大，是全部崩坍面積最小的林班地。實際上，多數崩坍地分布於山頭，平均海拔皆在400公尺以上，而且所造成地形景觀宛如一根根玉筍佇立，因此地震之後，對於有立即危害之區域進行整治、植栽，避免土石流危害周邊民居與損害範圍擴大，在九九峰境內的河川可見得有箱涵工法或蛇籠築壩整治。

## 周邊景點
- 青桐林生態產業園區
- 國立臺灣工藝研究發展中心九九峰園區
- 土生自然農產-九九峰蝶豆花
- 毓繡美術館-完全預約制

## 延伸閱讀
- 王鑫. . 渡假出版. 198 （中文（臺灣））.
- 楊宣勤、蕭銘祥、韓伯龍. . 文化建設委員會藝術村籌備處出版. 1999 （中文（臺灣））.

## 外部連結
- 棲地保育 - 自然保留區 - 九九峰自然保留區 （页面存档备份，存于）
- 自然步道 - 九九峰森林步道 - 山林悠遊網 （页面存档备份，存于）
- 旅遊資訊 - 自然步道 - 九九峰森林步道 （页面存档备份，存于）